# Битва при Саталі (298)
Битва при Саталі сталася в 298 році між Римською імперією під командуванням тетрарха Галерія та Сасанідською Персією на чолі з шахом Нарсе біля міста Сатала у тодішній Вірменії. Битва закінчилася рішучою перемогою римської армії, що захопила дружину Нарсе, його гарем та перську скарбницю. За результатом битви був укладений дуже вигідний для Риму Нісібіський мирний договір.

## Місце битви
Хоча це протистояння традиційно відоме як битва при Саталі, точне місце битви двох армій є невідомим. Місто Сатала могло бути лише римською базою. У ранній вірменській історіографії зазначається, що битва сталася в історичній області Фазіан, а саме біля села Осксай. Межі Фазіану зазвичай розташовуються на схід від Ерзуруму.

## Передумови
У 295 або 296 році перський шах Нарсе оголосив війну Риму. Ймовірно, він спершу вторгся до Західної Вірменії, відвоювавши землі, до того передані вірменському цареві Тиридату III внаслідок мирного договору 287 року. Незабаром Нарсе вирушив на південь до Римської Месопотамії, де в місцевості між Каррами (сучасний Харран, Туреччина) та Каллініком (Ракка, Сирія) завдав серйозної поразки Галерію, тодішньому командуючому східним римським військом. За іншими даними, вищеописані події відбулися в 296/297 роках. На думку історика Урсули Вебер, уся Вірменія була частиною Держави Сасанідів у III столітті, допоки внаслідок Нісібіського миру вона не відійшла до Риму.
Оговтавшись після поразки, Галерій отримав підкріплення одними з найкращих солдат в імперії, зібраних в Іллірії. Нарсе, зайнявши Вірменію та Месопотамію не пішов далі, дозволивши Галерію самому здійснити наступ у 298 році. Римляни теж не пішли на південь, до перської столиці Ктесифону, оскільки в цьому разі прилеглі римські провінції залишилися б без захисту. Однак з боку тактики Нарсе перебував у менш вигідному положенні: гірська місцевість Вірменії була сприятливою для римської піхоти,  але не для сасанідської кавалерії. Галерій увійшов до Вірменії разом з царем Тиридатом. Допомога місцевого населення також надавала римлянам перевагу над перськими силами, тому в двох послідовних битвах Галерій здобув рішучу перемогу над Нарсе.

## Битва

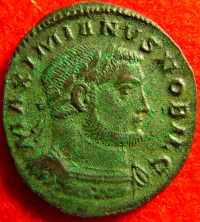
Монета цезаря Галерія

Під час другої битви римські війська захопили табір Нарсе, його скарбницю, гарем та дружину. Детальні описи розташування двох армій не зберегілися, але джерела однозначно вказують на те, що римська армія застала персів непідготовленими у власному таборі. Ймовірно, римляни зуміли зненацька наблизитись до персів завдяки допомозі місцевого вірменського населення.
Римський історик Лактанцій описує традицію правителів Близького Сходу вирушати у військові кампанії в супроводі всіх своїх домочадців. Тому на думку Лактація, поразка, яку зазнав Нарсе, була спричинена обмеженням швидкості перської армії, викликаною цією традицією.
Сам Нарсе, що був поранений у битві, швидко покинув Вірменію та рушив усередину перської території в надії залучити більше військ. Здобич, захоплена переможцями, була настільки великою, що вона досягла легендарного статусу, а і її перевезення до римської території становило логістичну проблему. Історик Амміан Марцеллін згадує кумедну історію, де йдеться про звичайного римського солдата, який здобув у битві оздоблену шкіряну сумку, наповнену перлинами. Солдат викинув перлини як марні, але зберіг сумку.
Далі Галерій просунувся до Мідії та Адіабени, здобуваючи безперервні перемоги, зокрема біля Ресайни (Рас-ель-Айн) та захопив Нісібіс (Нусайбін) не пізніше 1 жовтня 298 року. Потім Галлієн рушив вниз за течією Тигру, зайнявши сасанідську столицю Ктесифон. Побачивши руїни Вавилону, Галерій та його військо повернулися за течією Євфрату назад, до Риму.
Дружина Нарсе, Арсане, до кінця війни жила в Дафні, передмісті Антіохії, будучи постійним нагадуванням персам про римську перемогу.

## Наслідки

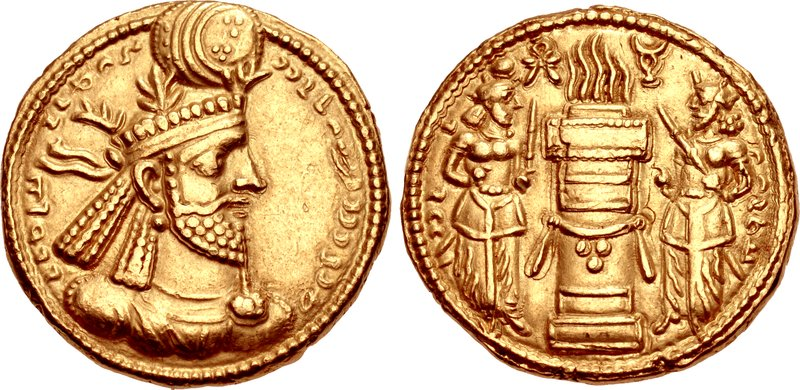
Зображення царя Нарсе на монеті, викарбуваній під час його правління

Внаслідок битви був укладений Нісібіський договір, що завершив римсько-сасанідську війну. За його змістом, Тиридат повертався на свій престол у Вірменії як римський васал. До того ж, під владу Риму підпадало кавказьке Царство Іверія. Власне до Риму відійшли частина Верхньої Месопотамії, що навіть виходила за межі Тигра, зокрема міста Тигранакерт, Саїрд, Мартирополіс, Балалеса, Моксос, Давдія та Арзан. Отже, між двома імперіями був забезпечений мир упродовж декількох десятиліть, аж до військового відродження Персії за часів Шапура II у 330-х роках.
Римляни святкували свою перемогу пам'ятними медальйонами та чеканкою святкових монет. У 304 тріумфальна Арка Галерія була зведена в Салоніках.

### Первинні джерела
- Ammianus Marcellinus, Roman History [Архівовано 18 грудня 2017 у Wayback Machine.] (late 4th century) (англ.)
- Faustus of Byzantium (P'awstos Buzand) History of the Armenians (4th-5th century) Faustus places the battle anachronistically in his chronicle, but his identification of the Persian king involved as Narseh, and his description of capture of the queen, makes it certain that he is referring to the campaign of Galerius. (англ.)